# Saint-Sernin-du-Plain
Saint-Sernin-du-Plain – miejscowość i gmina we Francji, w regionie Burgundia-Franche-Comté, w departamencie Saona i Loara.
Według danych na rok 1990 gminę zamieszkiwało 539 osób, a gęstość zaludnienia wynosiła 37 osób/km² (wśród 2044 gmin Burgundii Saint-Sernin-du-Plain plasuje się na 429. miejscu pod względem liczby ludności, natomiast pod względem powierzchni na miejscu 666.).